# Smilax spicata
Smilax spicata é uma espécie de planta do gênero Smilax e da família Smilacaceae. 

## Taxonomia
A espécie foi descrita em 1831 por José Mariano de Conceição Vellozo. 
O seguinte sinônimo já foi catalogado:  
- Smilax colossea  Toledo

## Forma de vida
É uma espécie terrícola e trepadeira. 

## Descrição
É uma liana. Tem caule de 1,5-2,0 centímetros de diâmetro, quadrangular, alado, cujos ângulos se projetam, de longe em
longe, em dentes triangulares agudos, pungentes. O ramo é quadrangular, levemente
alado sem acúleos. No ápice de cada nó há uma folha abortada, reduzida à bainha, pecíolo e ápice falciforme. Bainha da folha de 0,7-1,5 centímetros de comprimento, lisa; pecíolo 5,0-6,0 milímetros de diâmetro, espessado; lâmina 14,0-40,0 centímetros x 4,0-23,0 cm, ovada ou lanceolada, papirácea
ou coriácea, de coloração esverdeada quando seca, fosca; ápice acuminado; base
obtusa, arredondada ou levemente emarginada, margem plana; nervuras 5, 3
principais e 2 inconspícuas, 1º par de nervuras laterais de origem basal,
venação proeminente em ambas as faces, reticulado de aréolas laxas. Eixo terminal da cima umbeliforme estaminada, liso. O botão floral tem 2,8-3,0 milímetros x
1,0-1,1 mm, elíptico. Ela tem flores estaminadas vinosas, pedicelo 0,6-1,0 centímetros de comprimento
Tépalas dos dois verticilos diferentes entre si, reflexas; as externas 3,0-3,2
mm x 1,0-1,2 mm, oblongas, cuculadas no ápice; as internas 2,1-2,3 milímetros x 0,5-0,7
mm, lanceoladas, papilhosas no ápice. 
A planta tem estames com anteras oblongas, de mesmo
comprimento dos filetes. Eixo terminal da cima umbeliforme pistilada liso.
O botão floral tem 2,0-2,2 milímetros x 1,0-1,2 mm, ovado. Flores pistiladas vinosas,
pedicelos 0,6-1,5 centímetros de comprimento Tépalas dos dois verticilos diferentes entre si, reflexas;
as externas 3,0-401 milímetros x 1,0-1,5 mm, oblongas, cuculadas no ápice; as internas
2,0-2,1 milímetros x 0,3-0,5 mm, papilhosas no ápice; estaminódios 6, filiformes, não
quando atingindo a metade do comprimento do ovário. Suas bagas são de 0,7-2,0 centímetros diam.,
quando imaturas verdes, quando maduras de vinosas a negras. Sementes 0,8-1,0 cm
de diâmetro, avermelhadas.  
| Raiz               | Raiz |
| ------------------ | --- |
| do tipo            | rizóforo, raiz gemífera, estolão |
| de consistência    | lenhosa, longa, cilíndrica, com poucas ramificação, paralela à superfície                                                                                |
| Caule              | |
| ramo               | anguloso, glabro |
| Folha              | |
| de disposição      | simples, alterna, fosca |
| textura            | papirácea, coriácea |
| padrão de nervação | acródromo, 5 nervuras primárias |
| pecíolo            | canaliculado, com par de gavinhas |
| lâmina             | lanceolada, ovada |
| base               | obtusa, arredondada |
| ápice              | acuminado |
| bainha             | bilabiada |
| Inflorescência     | |
| disposição         | cima umbeliforme |
| Flor               | |
| díclina            | pequena, vinácea, pedicelada, bracteada, com profilo de espessamento globoso                                                                             |
| perigônio          | com 6 tépala, reflexa, ereta, heteroclamídea, externa mais larga que interna                                                                             |
| androceu           | 6 estame, antera biteca, antera basifixa, filete igual à antera                                                                                          |
| ovário             | tricarpelar, trilocular, 1 a 2 óvulo por lóculo, sobre disco, súpero, anguloso, 3 estilete curto, estigma papiloso, 6 estaminódio, estaminódio filiforme |
| Fruto              | |
| tipo               | baga, globoso |
| Semente            | |
| semente            | esférica |
| embrião            | pequeno, endosperma alvo, de consistência óssea, hilo oposto à micrópila                                                                                 |
|                    | |

## Conservação
A espécie faz parte da Lista Vermelha das espécies ameaçadas do estado do Espírito Santo, no sudeste do Brasil. A lista foi publicada em 13 de junho de 2005 por intermédio do decreto estadual nº 1.499-R. 

## Distribuição
A espécie é encontrada nos estados brasileiros de Espírito Santo, Rio de Janeiro e São Paulo. 
A espécie é encontrada no domínio fitogeográfico de Mata Atlântica, em regiões com vegetação de floresta ombrófila pluvial.